# Интерлейкин 2
Интерлейкин-2 (англ. Interleukin-2, IL-2) — пептид, представитель группы интерлейкинов (одной из разновидности цитокинов). Является медиатором воспаления и иммунитета.

## Синтез и функции
Продуцируется Т-клетками в ответ на антигенную и митогенную стимуляцию. Синтезируется в виде предшественника, зрелый белок состоит из 133 аминокислот и имеет молекулярную массу примерно 15,4 kDa. Необходим для пролиферации Т-клеток и других процессов, регулирующих иммунный ответ. Интерлейкин-2 действует через гетеротримерный комплекс рецептора Интерлейкина-2, состоящего из трех субъединиц: рецептор интерлейкина-2 альфа (CD25), рецептор интерлейкина-2 бета (CD122) и рецептор интерлейкина-2 гамма (CD132). Интерлейкин-2 активирует различные сигнальные пути, такие как Ras/MAPK (сигнальный путь митоген-активируемой протеинкиназы), JAK/Stat и PI3K/Akt (сигнальный путь фосфоинозитид-3-киназы). Обладает бактериолитической активностью к грамотрицательным бактериям Escherichia coli.

## Семейство интерлейкина 2
Интерлейкин 2 является основным цитокином в семействе интерлейкина 2, в которое входят также интерлейкины 4, 7, 9, 15 и 21. Все они действуют через рецептор интерлейкина 2 альфа (CD25), рецептор интерлейкина 2 бета (CD122) и рецептор γc (общая гамма-цепь). Интерлейкин 2 активирует Ras/MAPK, JAK/Stat и PI 3-киназа/Akt сигнальные пути.